# Bezwaarschrift
Een bezwaarschrift (Frans: reclamation) is het schriftelijk stuk waarmee een besluit van een bestuursorgaan wordt aangevochten. Door het indienen van een bezwaarschrift wordt een bestuursrechtelijke procedure begonnen. In deze procedure dient het bestuursorgaan dat het aangevochten besluit heeft genomen, het besluit te heroverwegen op basis van alle relevante feiten en belangen.

## Nederland

### Vereisten
In artikel 6:5 van de Algemene wet bestuursrecht is geregeld waaraan een bezwaarschrift moet voldoen. De eisen zijn limitatief. Het bezwaarschrift moet zijn ondertekend en dient naam en adres van de bezwaarmaker te bevatten, er moet worden aangegeven waartegen bezwaar wordt gemaakt, waarom er bezwaar wordt gemaakt en het moet gedateerd zijn.
De wet stelt niet de eis dat het bezwaarschrift in het Nederlands (of Fries) moet zijn gesteld. Wel wordt geëist dat, indien het voor een goed begrip nodig is, een bezwaarschrift in een vreemde taal vergezeld moet worden van een vertaling.

### Procedure
Als het bezwaarschrift ontvankelijk is dient het bestuursorgaan het in behandeling te nemen en begint daarmee de bezwaarprocedure. Het bezwaarschrift is ontvankelijk indien aan de eisen van artikel 6:5 is voldaan en het tijdig, dat wil zeggen binnen zes weken nadat het bestreden besluit is genomen, is ingediend.
Een bezwaarschrift kan ook niet ontvankelijk worden verklaard (artikel 6:6). Dat houdt in dat het bezwaarschrift niet inhoudelijk wordt behandeld.

### Buiten het bestuursrecht
Een bezwaarschrift zal meestal betrekking hebben op een besluit van een bestuursorgaan. Dan is er sprake van een bestuursrechtelijk geschil. Daarnaast komt ook in het strafrecht het bezwaarschrift voor. Zo is bijvoorbeeld in het Wetboek van Strafvordering geregeld dat de verdachte een bezwaarschrift bij de Rechtbank kan indienen tegen de weigering van de rechter-commissaris om getuigen te horen. Voor een dergelijk bezwaarschrift gelden niet de regels van het bestuursrecht, maar de regels die in het wetboek van strafvordering zelf gegeven zijn.